# Нова земя
 Тази статия е за архипелага.  За романа на Иван Вазов вижте Нова земя (роман).  
Нова земя (на руски: Новая Земля) е архипелаг в Северния ледовит океан.
Включва 2 големи острова – Северен и Южен, разделени от тесния (2 – 3 km) проток Маточкин Шар, и множество по-малки, между Баренцово море на запад и Карско море на изток. Административно принадлежат към Архангелска област, Русия. Общата площ на архипелага е около 83 000 km², а населението му е 2429 души към 2010 г. Най-голямото селище е Белушя Губа, с население от 1972 души.

## Геоложки строеж, полезни изкопаеми
От геоложка гледна точка, островите са продължение на Уралските планини. Те са изградени от палеозойски седименти (пясъчници, глинести шисти, конгломерати, варовици), пронизани на много места от габро-диабазови и по-рядко от гранитни интрузии. Широко са развити ледниковите, делувиалните, морските и торфено-блатните наслаги.
На островите са локализирани находища на манган, олово, цинк и сребро. Изучаването и разработването на тези находища обаче е трудоемка задача поради природните условия. В акваторията на островите има залежи на природен газ.

## География

### Брегова линия, релеф
Архипелагът се състои от два големи острова, разделени от протока Маточкин Шар и множество по-малки – площ около 1000 km². Двата основни острова са:
- Северен остров – площ 48 904 km², ширина до 123 km. Има голяма ледена шапка и много активни ледници;
- Южен остров – площ 33 275 km², ширина до 143 km. На него няма ледници и е покрит от тундра.[4]

На юг чрез протока Карски Врати архипелагът се отделя от остров Вайгач. Североизточният край на Северния остров – нос Флисингский (на руски: мыс Флиссингский) е най-източната точка на Европа.
Бреговата линия по западното крайбрежие е силно разчленена. Това е зоната с най-голям брой фиорди в Русия (заливите Рейнеке, Мечи, Незнайни и др.). По цялото протежение на двата острова се простира планински хребет с максимална височина 1547 m (75°10′ с. ш. 57°50′ и. д. / 75.166667° с. ш. 57.833333° и. д.), намираща се на Северния остров, в района на залива Норденшелд. Планините са дълбоко разчленени от речни и ледникови долини. В южните части на Южния остров релефът се понижава и преминава в слабохълмиста равнина с височина до 100 – 150 m. Повсеместно на островите е развита вечно замръзналата почва.

### Климат
Климатът на острова е арктически и суров. Зимата е продължителна и студена, със силни ветрове (скорост 40 – 50 m/s) и виелици, поради което в литературата Нова земя често се нарича „Страна на ветровете“, а много често температурата пада до −40 °C през зимата. Средната температура през март (най-студеният месец) е от −14 °C до −17 °C по западния бряг и от – 19 °C до −22 °C по източния. Средната температура на най-топлия месец – август, е от 2,5 °C на север до 6,5 °C на юг. Годишната сума на валежите по западното крайбрежие на Северния остров е около 300 mm. По източното крайбрежие сумата на валежите е значително по-малка, а на покритите с ледена шапка вътрешни райони достига до 600 mm и повече и е предимно във вид на сняг.
| Климатични данни за Малие Кармакули, Нова земя | Климатични данни за Малие Кармакули, Нова земя | Климатични данни за Малие Кармакули, Нова земя | Климатични данни за Малие Кармакули, Нова земя | Климатични данни за Малие Кармакули, Нова земя | Климатични данни за Малие Кармакули, Нова земя | Климатични данни за Малие Кармакули, Нова земя | Климатични данни за Малие Кармакули, Нова земя | Климатични данни за Малие Кармакули, Нова земя | Климатични данни за Малие Кармакули, Нова земя | Климатични данни за Малие Кармакули, Нова земя | Климатични данни за Малие Кармакули, Нова земя | Климатични данни за Малие Кармакули, Нова земя | Климатични данни за Малие Кармакули, Нова земя |
| Месеци                                         | яну.                                           | фев.                                           | март                                           | апр.                                           | май                                            | юни                                            | юли                                            | авг.                                           | сеп.                                           | окт.                                           | ное.                                           | дек.                                           | Годишно                                        |
| Абсолютни максимални температури (°C)          | 2,6                                            | 1,7                                            | 2,4                                            | 7,8                                            | 17,6                                           | 22,2                                           | 28,3                                           | 23,8                                           | 16,5                                           | 9,7                                            | 4,5                                            | 2,5                                            | 28,3                                           |
| Средни максимални температури (°C)             | −10,9                                          | −11,5                                          | −9,1                                           | −6,7                                           | −1,4                                           | 4,9                                            | 10,3                                           | 9,0                                            | 5,5                                            | −0,1                                           | −4,8                                           | −8,1                                           | −1,9                                           |
| Средни температури (°C)                        | −14,1                                          | −14,7                                          | −12,2                                          | −9,9                                           | −3,7                                           | 2,5                                            | 7,3                                            | 6,8                                            | 3,7                                            | −1,8                                           | −7,1                                           | −11,1                                          | −4,5                                           |
| Средни минимални температури (°C)              | −17,3                                          | −17,9                                          | −15,2                                          | −13                                            | −5,8                                           | 0,7                                            | 5,1                                            | 4,9                                            | 2,1                                            | −4                                             | −9,9                                           | −14,1                                          | −7                                             |
| Абсолютни минимални температури (°C)           | −36                                            | −37,4                                          | −40                                            | −29,9                                          | −25,9                                          | −9,6                                           | −2,8                                           | −1,7                                           | −9,9                                           | −21,1                                          | −29,1                                          | −36,2                                          | −40                                            |
| Средни месечни валежи (mm)                     | 30                                             | 26                                             | 24                                             | 20                                             | 15                                             | 23                                             | 36                                             | 31                                             | 39                                             | 35                                             | 24                                             | 33                                             | 336                                            |
| Средна скорост на вятъра (m/s)                 | 9.7                                            | 9.5                                            | 9.1                                            | 7.8                                            | 6.9                                            | 6.8                                            | 5.9                                            | 6.3                                            | 6.8                                            | 7.8                                            | 8.5                                            | 9.4                                            | 7.9                                            |
| ---------------------------------------------- | ---------------------------------------------- | ---------------------------------------------- | ---------------------------------------------- | ---------------------------------------------- | ---------------------------------------------- | ---------------------------------------------- | ---------------------------------------------- | ---------------------------------------------- | ---------------------------------------------- | ---------------------------------------------- | ---------------------------------------------- | ---------------------------------------------- | ---------------------------------------------- |
| Източник: Погода и Климат                      |                                                |                                                |                                                |                                                |                                                |                                                |                                                |                                                |                                                |                                                |                                                |                                                |                                                |

### Води
Речната мрежа е слабо развита, особено на Северния остров. По-значителните реки, течащи там, са южно от залива Северна Сулменева – Гусиная, Матюшина, Промисловая и др. В югозападната част на Южния остров протича най-голямата река на архипелага – Безименна. През зимата реките на островите замръзват до дъно. Има множество малки езера и под слънчевите лъчи температурата на водата може да достигне 18 °C в южните райони.
Около половината от площта на Северния остров е заета от ледници, като около 20 хил. km² се падат на голямата ледена шапка, простираща се почти на 400 km по дължина и до 70 – 75 km по ширина. Тук мощността на ледената покривка надминава 300 m. В редица места ледените езици се спускат в тесните фиорди или направо в морето, като образуват ледени бариери и дават началото на айсберги.

### Флора и фауна
Екосистемите на Нова земя се отнасят към биомите на арктическата пустиня и тундрата. Главна роля при образуването на фитоценозата играят мъховете и лишеите. Последните са представени основно от рода кладония, чиято височина достига 3 – 4 cm. Важна роля играят арктическите тревисти едногодишни растения. В районите до реките, езерата и заливите се срещат гъби. В най-голямото езеро на архипелага – Гусино, се намира популация на Salvelinus alpinus.
На Нова земя живеят 6 вида пчели и 6 вида дневни пеперуди. Други разпространени видове са полярна лисица, леминги, бяла куропатка и северен елен. Белите мечки, които се придвижват към южните райони с настъпването на зимата, представляват заплаха за местното население. Сред морските животни се забелязват гренландски тюлен, пръстенчат тюлен, морски заек, моржове и китове. Птиците са представени от чайкови и тъпоклюни кайри.

## История
Земите на островите са населявани още от древността от неизвестно племе. Смята се, че островите са открити през 12 – 13 век от руски ловци от Новгород, макар че това не е доказано със сигурност. Западните европейци изследват архипелага през 16 век в търсене на Северния морски път. Първото посещение на островите от западен европеец се приписва на Хю Уилъби през 1553 г., като той заварва руски кораби от вече разработения ловджийски отрасъл. Нидерландският изследовател Вилем Баренц достига западния бряг на Нова земя през 1594 г., а в последвала експедиция през 1596 г. заобикаля северната му точка и зимува на северния бряг. Баренц умира по време на експедицията и е възможно да е бил погребан на Северния остров. По време на по-късно пътешествие на Фьодор Литке през 1821 – 1824 г. западният бряг е картографиран. Хенри Хъдсън е друг изследовател, който преминава покрай Нова земя, търсейки Северния морски път.
Островите са систематично проучвани от Пьотър Пахтусов и Август Циволка в началото на 1830-те години. Първото постоянно поселение, наречено Малие Кармакули (днес метеорологична станция), е основано през 1877 г. на Южния остров и служи като столица на Нова земя до 1924 г. По-късно административният център е преместен в Белушя Губа.
Малък брой ненци са заселени на Нова земя през 1870-те години в усилията на Русия да задържи норвежците настрана. Това население, тогава наброяващо 298 души, е преместено на континента през 1957 г., преди да започнат ядрените опити.
През 1943 г., по време на Втората световна война, Нова земя за кратко се използва като секретна база за хидросамолети на немските Кригсмарине, които да наблюдават потока от съюзнически кораби към Сибир. Базата е основана от немските подводници U-255 и U-711, които патрулират из северните води на Съветска Русия. Основната част от налетите са през август – септември 1943 г.
- Карта на Нова земя от 1599 – 1601 г.
- Карта на архипелага от 1720 г.

### Ядрени опити
Руските военновъздушни сили разполагат с база при селището Рогачьово, намираща се в южната част на Нова земя. Тя е била използвана главно за изтребители, но също и за насочване на ядрените изпитания в този район. Това е мястото, на което е изпитана и най-мощната водородна бомба – „Цар Бомба“, на 30 октомври 1961 г.
През юли 1954 г. Нова земя е обозначена като ядрен полигон, чийто строителство започва през октомври и съществува през повечето време на Студената война. Полигонът Чьорная губа (70° с. ш. 54° и. д. / 70.7° с. ш. 54.6° и. д.) се използва през 1955 – 1962 г. и 1972 – 1975 г. Маточкин шар (73° с. ш. 54° и. д. / 73.4° с. ш. 54.9° и. д.) се използва за подземни опити през 1964 – 1990 г. Сухой нос (73° с. ш. 54° и. д. / 73.7° с. ш. 54° и. д.) се използва през 1958 – 1961 г. и е мястото, където е детонирана „Цар Бомба“, най-мощното ядрено оръжие детонирано някога.
Други тестове се провеждат и в другите части на островите, като официалните ядрени полигони покриват над половината от сушата на Нова земя. През септември 1961 г. две термоядрени бойни глави са изстреляни от Воркута и Салехард към мишени на Нова земя. Изстреляната ракета Р-12 Двина впоследствие е изпратена в Куба.
През 1963 г. е подписан договор за ядрените опити, забраняващ повечето от атмосферните ядрени изпитания. Най-големият подземен тест на Нова земя се провежда на 12 септември 1973 г. и включва четири ядрени устройства с обща мощност от 4,2 мегатона. Въпреки че това е много по-малко от мощта на „Цар Бомба“ и други атмосферни тестове, задържането на взривовете под земята води до налягания, близки до тези при естествените земетресения. В този конкретен случай е записана сеизмична активност от почти 7 по Рихтер, която отприщва 80 000 000 тонна лавина, която блокира два ледникови потока и създава езеро с дължина 2 km.
През историята си на ядрен полигон, Нова земя е дом на 224 ядрени опита с обща взривна енергия от 265 мегатона. За сравнение всички експлозиви използвани през Втората световна война, включително детонациите на двете американски атомни бомби, имат мощ от едва 2 мегатона.
През 1988 – 1989 г. гласност помагат ядрените опити на Нова земя да се направя публично достояние, а през 1990 г. активисти от Грийнпийс правят протест на място. Последната ядрена експлозия е през 1990 г. (също последна за СССР и Русия като цяло). Росатом провежда ред субкритични подводни ядрени опити близо до Маточкин шар всяка есен от 1998 г. насам. Тези опити включват до 100 грама плутоний за военни цели.
Освен ядрените опити, на територията на Нова земя са заравяни и радиоактивни отпадъци в периода 1957 – 1992 г. Това са главно контейнери с отпадъчен материал от водните и подводните съдове на Северния флот на Русия. Отпадъците биват заравяни основно в заливите на архипелага. В резултат на тази дейност, днес в акваторията на архипелага се намират много потенциално опасни обекти. Сред тях са изцяло потопената атомна подводница К-27 и атомният отсек на ледоразбивача „Ленин“.
През 2009 г. е създаден национален парк Руска Арктика в северната част на архипелага.

## Топографски карти
- Топографска карта R-39,40; M 1:1 000 000
- Топографска карта S-39,40; M 1:1 000 000
- Топографска карта S-41,42; M 1:1 000 000